# 풀벤류

풀벤의 화학 구조.

풀벤류(Fulvenes)는 아눌렌의 이성질체로 홀수각형 고리에 메틸렌 꼭지가 붙어서 분자전체에 콘쥬게이션을 가지고 있다.

## 같이 보기
- 메틸렌사이클로프로펜(트라이아풀벤)
- 풀벤(펜타풀벤)
- 헵타풀벤
- 풀발렌
- 풀발렌류